# 維米斯利夫卡
49°31′20″N 25°10′57″E / 49.52222°N 25.18250°E
維米斯利夫卡（烏克蘭語：Вимислівка），是烏克蘭的村落，位於該國西部捷爾諾波爾州，由捷尔诺波尔区負責管轄，面積0.01平方公里，2001年人口240，人口密度每平方公里24,000人。